# ギガントフィス
ギガントフィス (Gigantophis) は絶滅した巨大なヘビである。Gigantophis garstiniの1種のみを含む。2009年にコロンビアでティタノボアが発見されるまでは史上最大のヘビだと考えられていた。およそ3700-3500万年前（始新世）に、現在はサハラ砂漠北部となっているパラテチス海に生息していた。

## 形態

他の大型ヘビ類とギガントフィスの比較図

スミソニアン博物館のJason Headは椎骨化石を現生のヘビのものと比較し、Gigantophis garstini は9.3-10.7 mまで成長した可能性があると結論付けた。10.7 mという推定値は、現生の最大のヘビより10%以上長いものである。
その後、Gigantophis garstiniとされる尾椎の脊椎関節突起を用いてアロメトリー式に基づいた推定を行ったところ、全長は6.9±0.3 mという結果が得られた。

## 発見
主に椎骨からなる少数の化石のみが知られている。
1901年、古生物学者のチャールズ・ウィリアム・アンドリュースによって記載された。記載時には全長30フィート（約9メートル）程度と推定された。種小名 garstini は当時イギリスからエジプトに派遣されていた技術官僚ウィリアム・ガースチンへの献名である。2013年にパキスタンでGigantophis のものと似た椎骨が収集されたが、正確な類縁関係は不明である。